# You Make Me Sick
«You Make Me Sick» (с англ. — «Меня от тебя тошнит») — песня певицы Пинк, выпущенная в качестве третьего и финального сингла с её дебютного альбома Can't Take Me Home. Он достиг пика на 33 строке в американском Billboard Hot 100 и на 9 строке в UK singles chart.
Сингл не стал популярным радиохитом, как её предыдущие два. Трек вошёл в саундтрек к фильму «За мной последний танец».
Клип к песне был снят до недели визита в Австралию в конце 2000, его режиссёр Дэйв Мейерс, с которым Pink работала с её двумя предыдущими хитами Can’t Take Me Home.
Хотя у него и были невысокие позиции в Австралии, он достиг пика на 25 строке, и был распродан более 35,000 копиями и сертифицирован Золотым.

## Список композиций
- CD Сингл

1. «You Make Me Sick» (Radio Mix)
2. «You Make Me Sick» (Dub Conspiracy Remix)
3. «You Make Me Sick» (El B Remix)

- Расширенный CD Макси Сингл

1. «You Make Me Sick» (Album Mix)
2. «You Make Me Sick» (Instrumental)
3. «You Make Me Sick» (Dub Conspiracy Remix)
4. «You Make Me Sick» (Radio Mix)
5. «You Make Me Sick» (El B Remix)
6. «You Make Me Sick» (Клип)

- Таиландский CD Макси Сингл

1. «You Make Me Sick» (Radio Mix)
2. «You Make Me Sick» (El B Remix)
3. «You Make Me Sick» (Dub Conspiracy Remix)
4. «You Make Me Sick» (Альбомная версия)
5. «You Make Me Sick» (Instrumental)

## Чарты
| Чарт (2000/2001)                                 | Наивысшая позиция |
| ------------------------------------------------ | ----------------- |
| Australian ARIA Singles Chart                    | 25                |
| Australian Airplay Chart                         | 4                 |
| Dutch Singles Chart                              | 46                |
| German Singles Chart                             | 88                |
| Irish Singles Chart                              | 13                |
| New Zealand Singles Chart                        | 10                |
| UK Singles Chart                                 | 9                 |
| Американский Billboard Hot 100                   | 33                |
| Американский Billboard Top 40 Mainstream         | 12                |
| Американский Billboard Rhythmic Top 40           | 16                |
| Американский Billboard Top 40 Tracks             | 20                |
| Американский Billboard Hot Dance Music/Club Play | 23                |